# Гейер, Карл Юстус
Карл Юстус Гейер (нем. Carl Justus Heyer; 1797—1856) — немецкий лесовод и педагог; профессор Гисенского университета; автор ряда научных трудов.

## Биография
Карл Юстус Гейер родился 9 апреля 1797 года в Дармштадте; происходил из семьи лесничих. После окончания средней школы и мастерской, которой руководил его отец, учился в Гиссенском университете. Он также некоторое время был учеником Генриха Котты в Тарандтской лесной академии, прежде чем (с 1817 года) стал занимать различные должности в лесной администрации в Гессене.
Взяв на себя огромную нагрузку Гейер этим привлек к себе внимание со стороны Иоганна Христиана Хундешагена, который в 1824 году дал ему должность  учителя в недавно основанном «Гессенском институте лесоводства». Когда Хундешаген, вследствие своей болезни, стал раздражительным; Гейер оставил преподавание и в 1831 году стал лесничим у графа Эрбах-Фюрстенау, чтобы взять на себя управление его сильно опустошенными лесами в Оденвальде. После смерти Хундешагена в 1835 году вернулся в альма-матер, где получил звание профессора, но до 1843 года оставался в Оденвальде управляющим лесным хозяйством.
Являясь не только лесоводом-практиком, но и рассматривая лесоводство как научную дисциплину, Карл Гейер дал ценное обоснование методу исчисления лесного дохода и установил инновационные методы лесоустройства.
Карл Юстус Гейер умер 24 августа 1856 года в Гисене.
Его сын Фридрих Казимир Густав продолжил семейную династию и, будучи профессором Гисенского (с 1854) и Мюнхенского (с 1878) университетов, стал известен своими трудами по лесоустройству, оценке леса и лесной статистике.